# 29 octobre 1995
Le 29 octobre 1995 est le 302e jour de l'année 1995 du calendrier grégorien. Il s'agit d'un dimanche.

## Musique
- Sortie de l'album du groupe de rock français Zebda[1]

## Sport
- En Formule 1, l'Allemand Michael Schumacher remporte le Grand Prix automobile du Japon 1995[2].
- En catch, le Halloween Havoc 1995 se déroule à Détroit, aux États-Unis[3].

## Télévision
- L'épisode de la série Les Simpson Simpson Horror Show VI est diffusé pour la première fois[4].

## Décès
- Éric Morisse, joueur de rugby français[5]
- Terry Southern, écrivain, scénariste, acteur et producteur de cinéma américain[6]